# 御河
御河，是位于中华人民共和国北部的一条河流，是桑干河左岸支流，上游称饮马河，发源于内蒙古自治区丰镇市西北三义泉镇山岔河村（三岔河村）宋家沟北山顶，东南流至红砂坝镇白塔沟转东流，经九龙湾水库，于隆盛庄镇泉子湾转南流，经丰镇市区和山西省大同市市区后，于大同市云州区吉家庄乡西北汇入桑干河。河流全长155千米，流域面积5001.7平方千米，河道纵坡3‰，年均径流量1.28亿立方米。御河流域矿产资源丰富，大同市是中国重要的能源重化工基地。水质受到沿岸工矿企业废水和城市生活污水影响，污染严重。